# 전주지도
전주지도(全州地圖)는 서울특별시 관악구, 서울대학교 규장각한국학연구원에 있는 조선시대의 지도이다. 2008년 12월 22일 대한민국의 보물 제1586호로 지정되었다.
이 지도는 산수화의 요소가 적극적으로 사용된 회화식 지도이다. 전주 성시 전체를 부감법으로 묘사하여 화면의 중앙에 배치하고 그 주변에 연봉(連峰)이 이어지는 산수를 둘러 그렸다. 성내부의 경우 격자식의 도로를 경계로 가옥들이 밀집되어 있고 사이사이로 희고 붉은 도화꽃이 만개하여 전체적으로 밝고 화사는 느낌을 준다. 태조 어진이 모셔진 경기전의 경우 아직 조경묘가 세워지지 않았으며 그 자리에 나무가 우거지고 백로떼가 앉아 있어 상서로움을 강조했다. 가옥과 건물의 경우 다소 옅은 먹선을 사용하여 정교하게 묘사했다.
산수의 경우 전체적으로 정선(鄭敾)의 필치가 뚜렷하게 엿보인다. 그러나 건물 묘사 및 인물 군상의 표현에서는 18세기 후반 이후의 화풍이 드러나고 있다. 이 시기 진찬도, 의궤 등과 비교하면 유사성을 발견할 수 있다. 따라서 양식적인 측면에서 본다면 정선의 영향을 유지하면서 제작된 18세기 후반 경의 우수한 회화식 지도로 추정된다. 세련된 구성과 필력을 구사하였고, 화격이 높고 묘사력도 뛰어나서 중앙화단에서 정통적인 회화훈련을 받은 화가가 그린 작품이라고 판단되며, 회화식 지도 가운데 가장 뛰어난 작품중 하나이다.

## 같이 보기
- 풍남문

## 참고 자료
- 전주지도 - 국가유산청 국가유산포털